# 글로불린
글로불린(영어: globulin)은 알부민보다 분자량이 높고 순수한 물에는 불용성이지만 묽은 염 용액에는 용해되는 구형 단백질이다. 일부 글로불린은 간에서 생성되고 다른 글로불린은 면역계에 의해 생성된다. 글로불린, 알부민, 피브리노젠이 주요 혈장 단백질이다. 인간의 혈액에서 글로불린의 정상 농도는 약 2.6~3.5g/dL이다.
때때로 글로불린(Globulin)은 구체 단백질(Globular Protein)과 동의어로 사용된다. 그러나 알부민은 구체 단백질이지만, 글로불린은 아니다. 다른 모든 혈청 구체 단백질은 글로불린이다.

## 글로불린의 종류

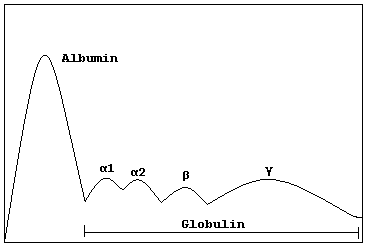
단백질 전기 영동의 개략도

모든 글로불린은 다음 4가지 범주 중 하나에 속한다.
- 알파 글로불린
  - 알파 1 글로불린
  - 알파 2 글로불린
- 베타 글로불린
- 감마 글로불린(감마 글로불린의 한 그룹은 면역 글로불린이라 불리며 항체라고도 함)

글로불린은 혈청 단백질 전기 영동을 사용하여 서로 구별 할 수 있다.

## 크기와 질량
글로불린은 다양한 크기로 존재한다. 가장 가벼운 글로불린은 알파 글로불린이며 평균적으로 약 93kDa의 분자량을 갖는다. 반면 가장 무거운 글로불린은 감마 글로불린이며  평균적으로 약 1193kDa이다. 감마 글로불린은 가장 무겁기 때문에 겔 전기 영동에서 가장 느리게 분리된다.
면역학적 활성 감마 글로불린은 면역 글로불린 또는 항체라고도 불린다.

## 인간 혈장에서의 농도 수준
인간의 혈액에서 글로불린의 정상 농도는 약 2.6~4.6g/dL이다.

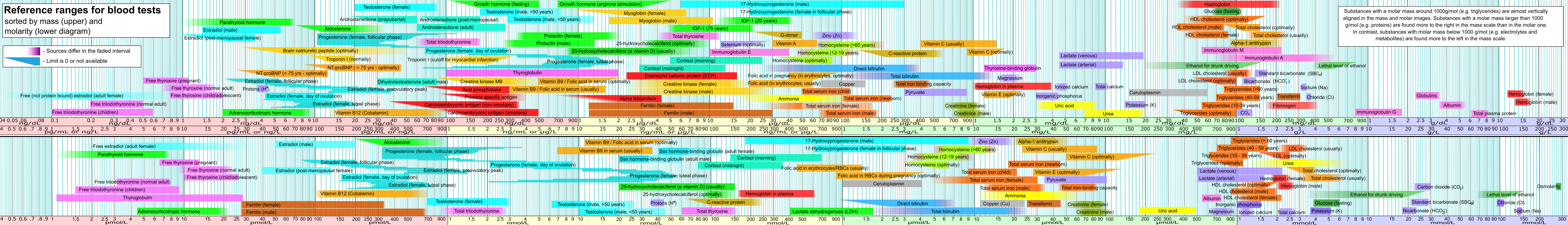
혈액 검사 기준 범위표에서의 글로불린 혈액 함량(오른쪽에 자주색으로 표시)

## 비인간 글로불린

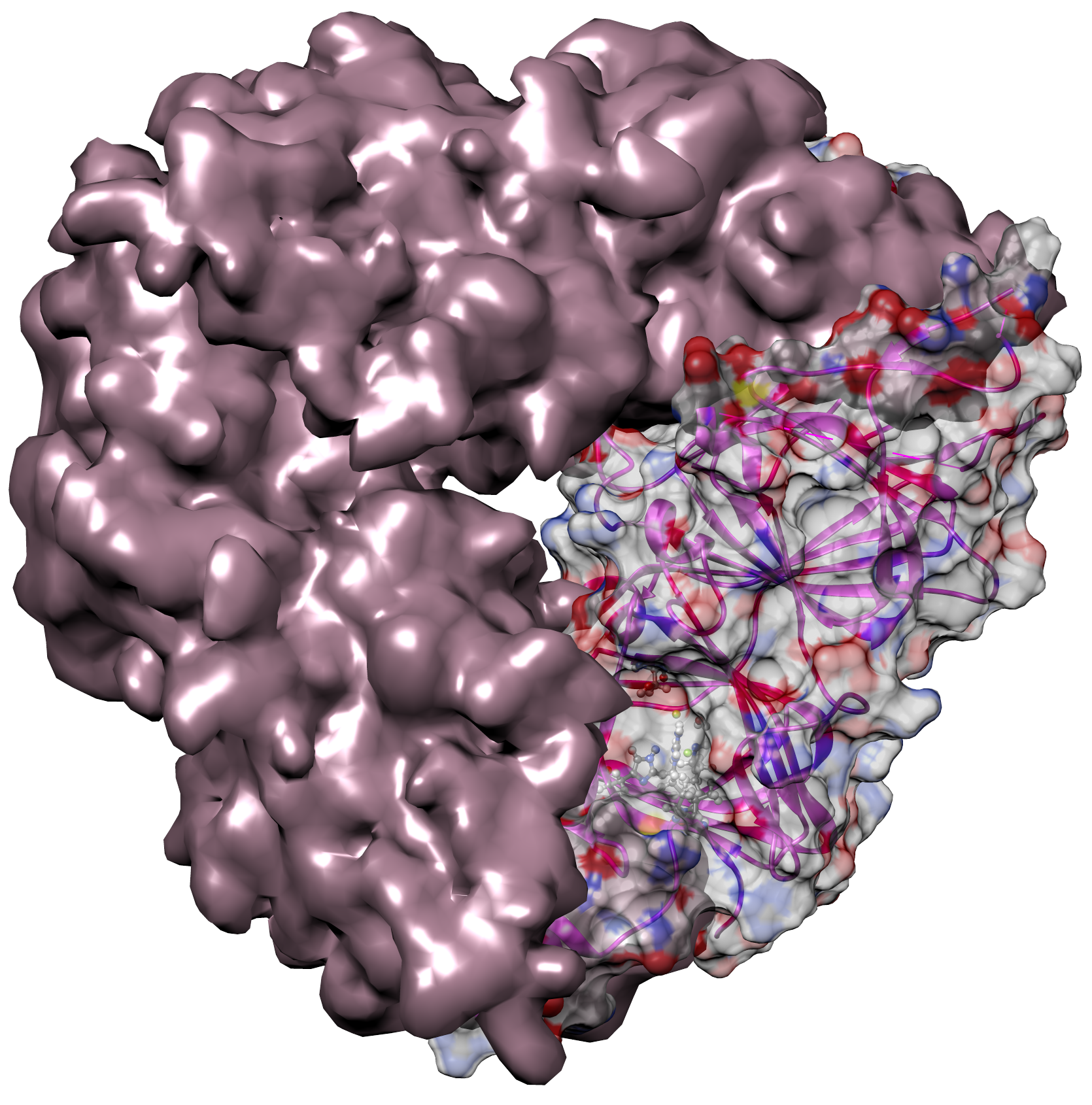
호박 씨앗 글로불린의 결정 구조

글로불린 단백질은 다른 동물 종뿐만 아니라 식물에도 존재한다. 완두콩과 다른 콩류에서 나온 비실린(Vicilin)과 레구민(Legumin)은 종자 내 단백질 저장 기능을 한다. 이 단백질은 인간의 면역글로불린 E와 결합하면 알레르기 반응을 일으킬 수 있다.

## 모조 글로불린 및 유글로불린
모조 글로불린(Pseudoglobulins)은 유글로불린(Euglobulins)보다 황산 암모늄에 더 잘 용해된다. 모조 글로불린은 순수한 물에도 용해되지만 유글로불린은 용해되지 않는다.